# DM51手榴弹

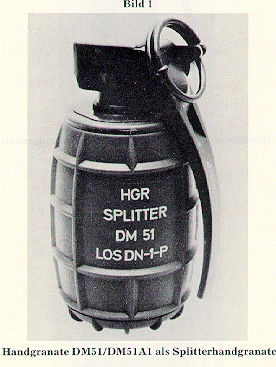
DM51手榴弹

DM51手榴弹是西德（联邦德国）开发的手榴弹。内有2.0—2.3毫米的铁球约5,700—6,500颗，爆炸时飞散开。属于破片手榴弹（防御手榴弹）。

## 历史[1]
DM51是联邦德国制造的一款攻防兼备手榴弹。它由 Diehl 公司于 20 世纪 70 年代开发，旨在用一种类型取代德国服役的所有手榴弹。这是通过可拆卸的破片外壳实现的，该外壳将防御手榴弹转变为进攻手榴弹。

## 基本规格

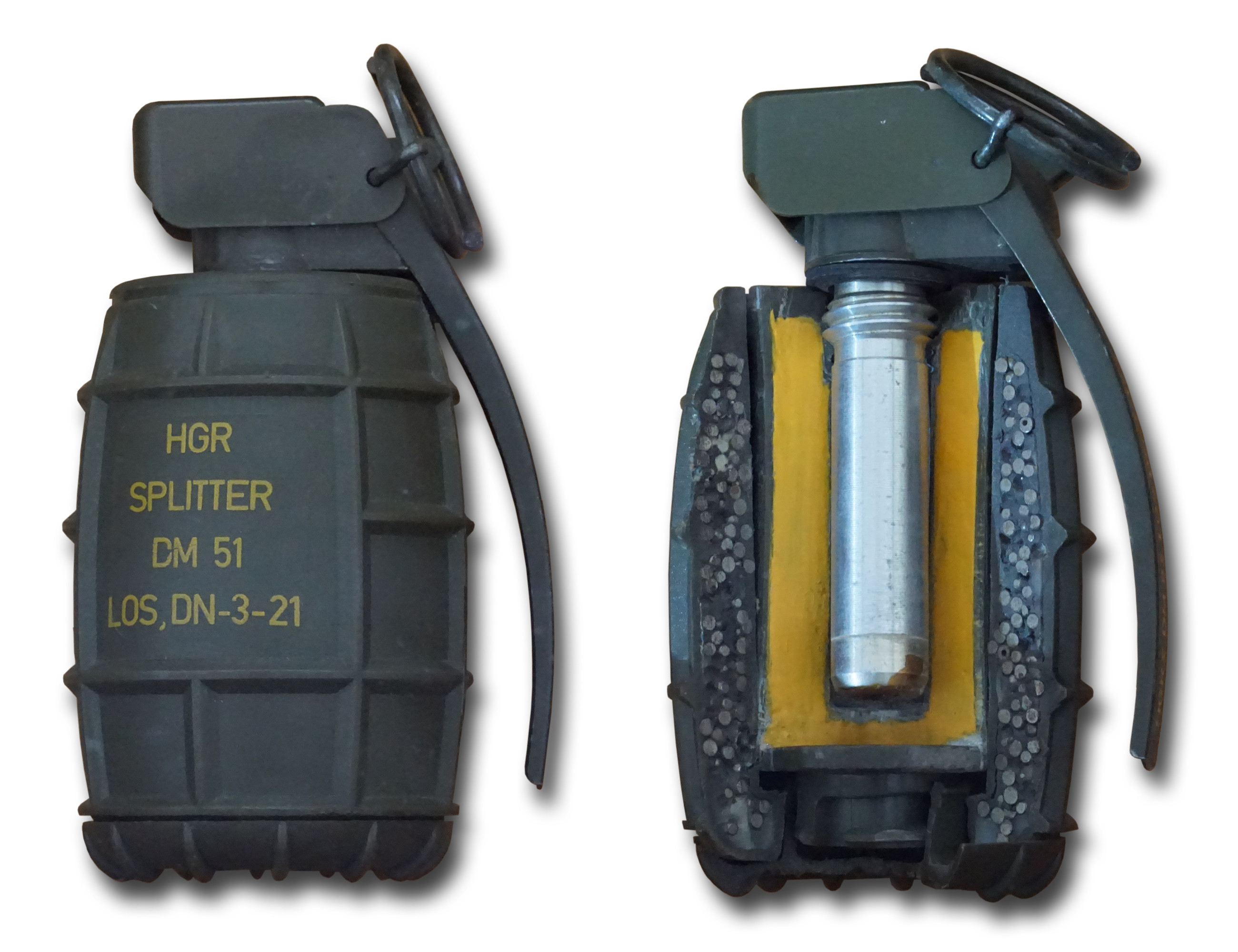
DM51的剖面展示

DM51 具有高爆榴弹体和可拆卸的破片护套。将护套旋转 90 度即可轻松拆卸，将防御榴弹变为进攻榴弹。榴弹体呈圆柱形，顶部有引信。拉动引信即可引爆榴弹。破片护套具有多条肋条，以增加强度并提供良好的抓握力。可以将多枚 DM51 聚集成簇，以增强效果。
高爆榴弹体装有 60 克硝基戊烷，其中DM51A2在半径约10 米内具有致命性。装上破片弹壳后，杀伤力和杀伤范围将大大增加。
- 重量：450克
- 直径：57毫米
- 全長：107毫米
- 炸药：季戊四醇四硝酸酯
- 炸药重量：154克
- 信管：DM82迟延信管
- 迟延時間：3.5—4.5秒

### 成本
1996 年，一枚DM51手榴弹的价格为33.60 欧元。如果只考虑通货膨胀因素，一枚手榴弹的价格如今应为 52.66 欧元。

### 优缺点[3]
根据俄罗斯在乌克兰战争中获得后后进行测试，优点：重量轻、多功能性、防守和进攻之间的轻松转换。配备可靠、静音的引信，带有用于销环的附加安全闩锁。如有必要，可以将几枚手榴弹用电工胶带包裹在一起，形成攻击性版本。
缺点：破片球体很小，因此很快就会失去破坏力。在 15-25 米的距离处它们甚至可能不再穿透衣服，特别是冬季穿着多层衣服的情况。手榴弹的几何形状也不是非常理想。由于桶状的形状和底部没有破片，破片散步是不均匀的。如果手榴弹被子弹击中，其安全性存在疑问。

## 变体

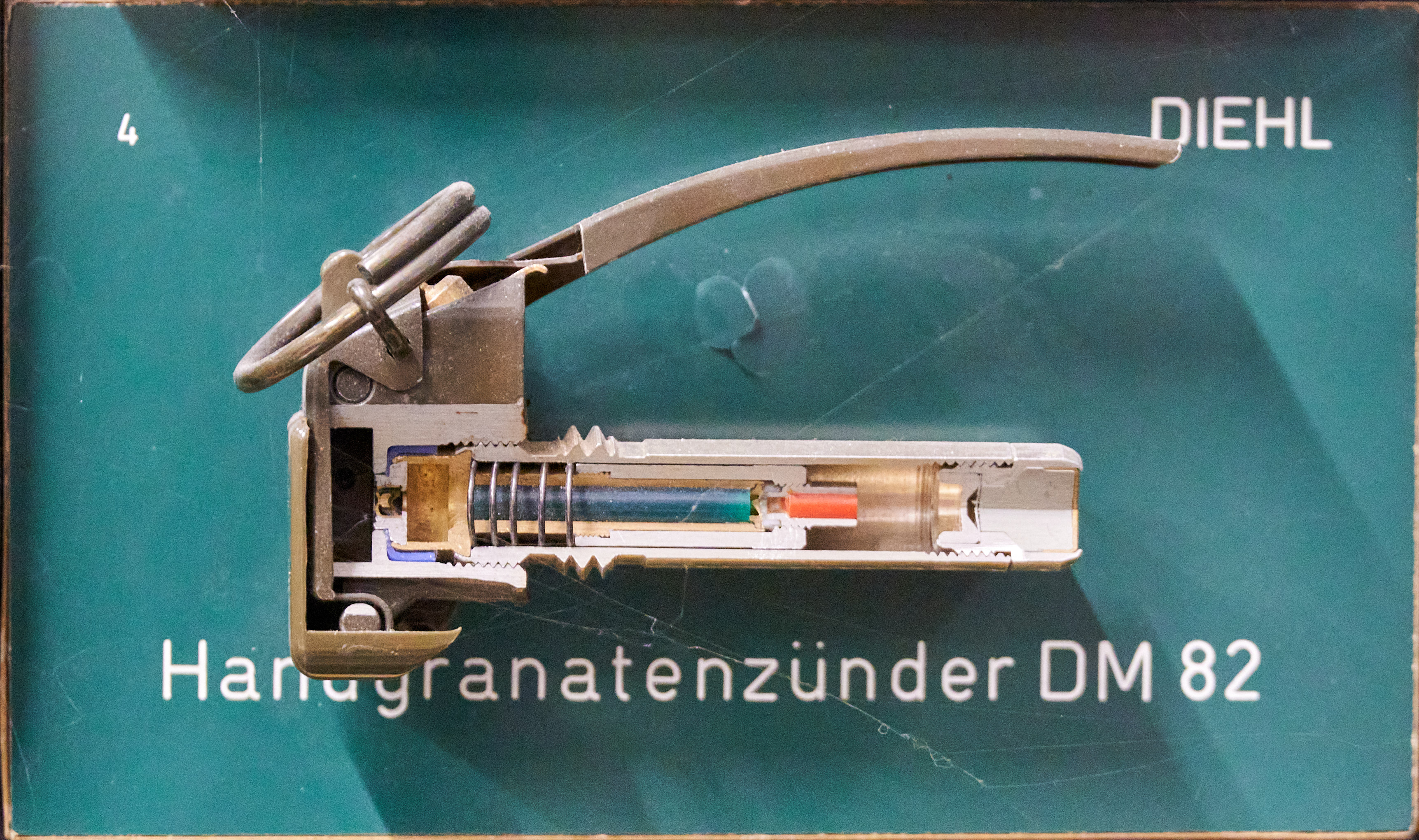
DM82引信

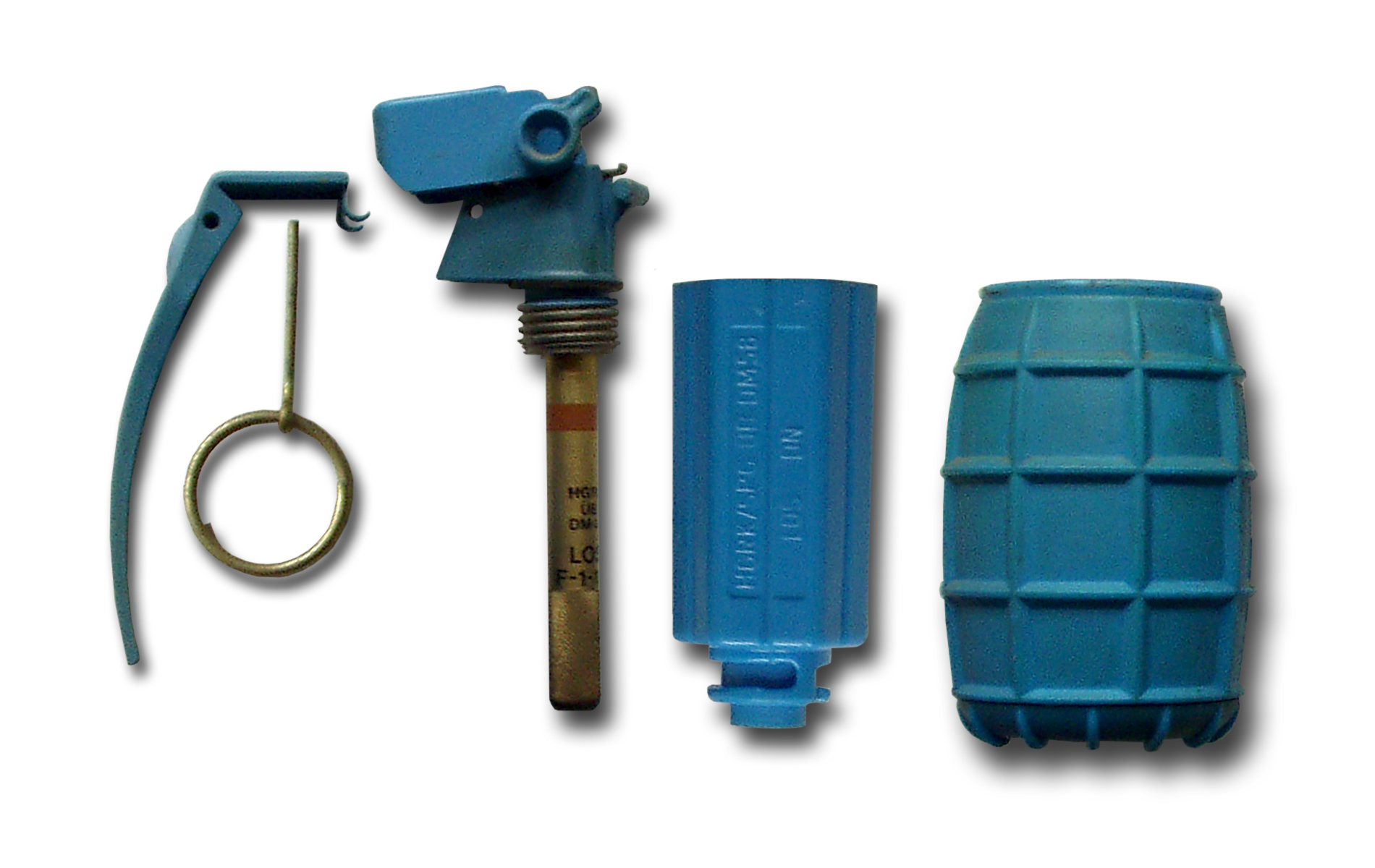
DM58训练手榴弹，为了以示区别采用蓝色塑料外壳

- DM51是一款攻防一体式手榴弹。可拆下装有弹片的套筒，以便将高爆弹体用作进攻手榴弹。DM51 使用 DM82 引信。DM82 引信与其他北约手榴弹M26、M67 等兼容。

- DM51A1, 配备改进的 DM82A1B1引信。DM51A2 几乎与之类似。
- DM51A3，改进了前体装药量的改进型，于 2006 年推出。
- DM58，是 DM51 的练习版。外壳涂成蓝色，可以通过更换一些组件来重复使用。

## 参与战争
俄乌战争
德国政府在2022年上半年从国防军库存提取10 万枚 DM51A2 援助提供给乌克兰军队使用。